# كمال تيكدين
كمال تيكدين (بالتركية: Kemal Tekden)‏ من مواليد 1 يناير 1959 هو سياسي ورجل أعمال تركي.

## سيرة شخصية
تخرج كمال تيكدين من كلية الطب بجامعة إسطنبول. وفي عام 1993 ترك الخدمة المدنية وافتتح أول مركز طبي خاص في قيصري. وفي وقت لاحق، اتجه إلى السياسة، حيث أعلن ترشحه لعضوية برلمان قيصري في انتخابات 7 يونيو/حزيران 2014، ليصبح واحداً من بين 500 نائب من الصف الرابع مع حزب العدالة والتنمية الذي حصل على 317 مقعداً. وهو متزوج ولديه ثلاثة أطفال. وهو أيضًا أحد منتجي مسلسل قيامة أرطغرل على قناة تي آر تي 1 .

## أعماله
- قيامة أرطغرل (2014) - منتج تنفيذي[1]

## روابط خارجية
- كمال تيكدين في قاعدة بيانات الأفلام على الإنترنت